# Altroconsumo
Altroconsumo é uma associação de defesa do consumidor Italiana.
As suas publicações (revistas, suplementos e boletins) são:
- «Altroconsumo», revista especializada em avaliações a produtos e serviços;
- «Soldi & Diritti», revista especializada na divulgação dos direitos do consumidor e em investimentos;
- «Salutest», suplemento da «Altroconsumo» especializado em saúde e prevenção;
- «Hi_Test», revista especializada em informática;
- «Soldi Sette», boletim especializado na avaliação a produtos financeiros;
- «Supplemento Tecnico», suplemento da «Soldi Sette» especializado numa avaliação aos produtos financeiros mais aprofundada;
- «Fondi Comuni», boletim especializado na avaliação a fundos de investimento;
- «Consumatori, Diritti e Mercato», revista espcializada na avaliação à Economia e à Sociedade.